# Grevillea ramosissima
Grevillea ramosissima är en tvåhjärtbladig växtart. Grevillea ramosissima ingår i släktet Grevillea och familjen Proteaceae.

## Underarter
Arten delas in i följande underarter:
- G. r. hypargyrea
- G. r. ramosissima